# Niels Wiwel

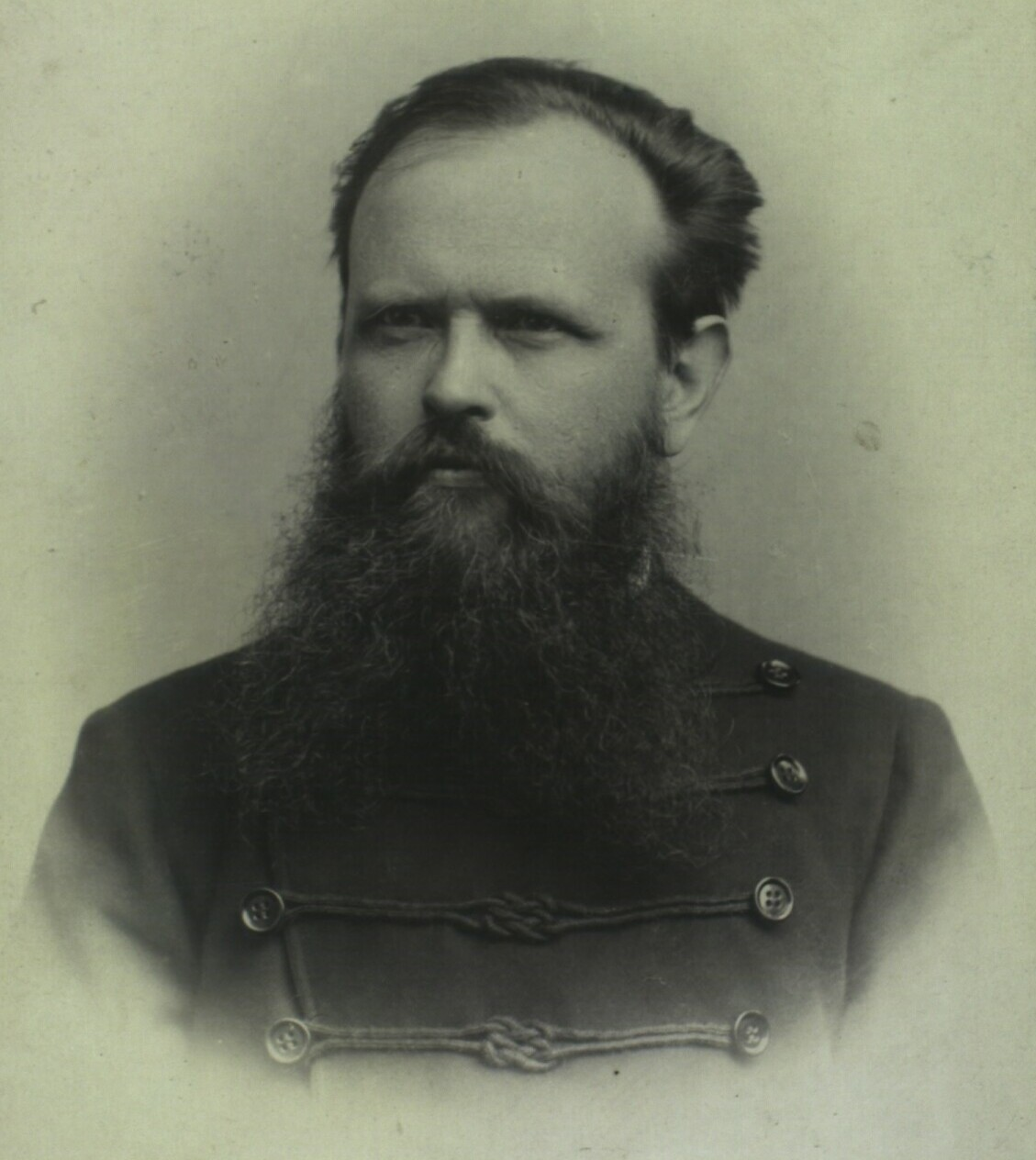
Niels Wivel

Niels Wiwel (* 7. März 1855 in Store Lyndby bei Hillerød, Seeland, Dänemark; † 14. Dezember 1914 in Hellerup bei Kopenhagen) war ein dänischer Landschafts-, Genre- und Porträtmaler sowie Zeichner, Karikaturist und Illustrator.

## Leben
Wiwel wuchs als Sohn des Lehrers und Autors Niels Peter Wiwel (1818–1874) und dessen Cousine und Ehefrau Ingeborg Jørgine Frederikke Middelthun (1822–1856) in einem bildungsbürgerlichen Umfeld auf. Der spätere Linguist und Schullehrer Hylling Georg Wiwel (1851–1910) war sein älterer Bruder. Durch seeländische Volksmärchen und Abenteuergeschichten, die sein Vater sammelte, wurde seine Fantasie früh angeregt.
Nach der Schule, einer Lehre bei dem Lithografen Harald Jensen und einer Ausbildung an der Zeichenschule von Christian Vilhelm Nielsen (1833–1912) besuchte er von 1869 bis 1873 die Königlich Dänische Kunstakademie in Kopenhagen. Bis 1879 hielt er sich danach in Deutschland und Österreich auf, insbesondere in Düsseldorf, wo er sich von der Düsseldorfer Malerschule inspirieren ließ, und in München, wo er Ende der 1870er Jahre Schüler von Wilhelm von Lindenschmit dem Jüngeren war. In den Jahren 1879/1880 weilte er in Paris und wurde Schüler von Léon Bonnat.

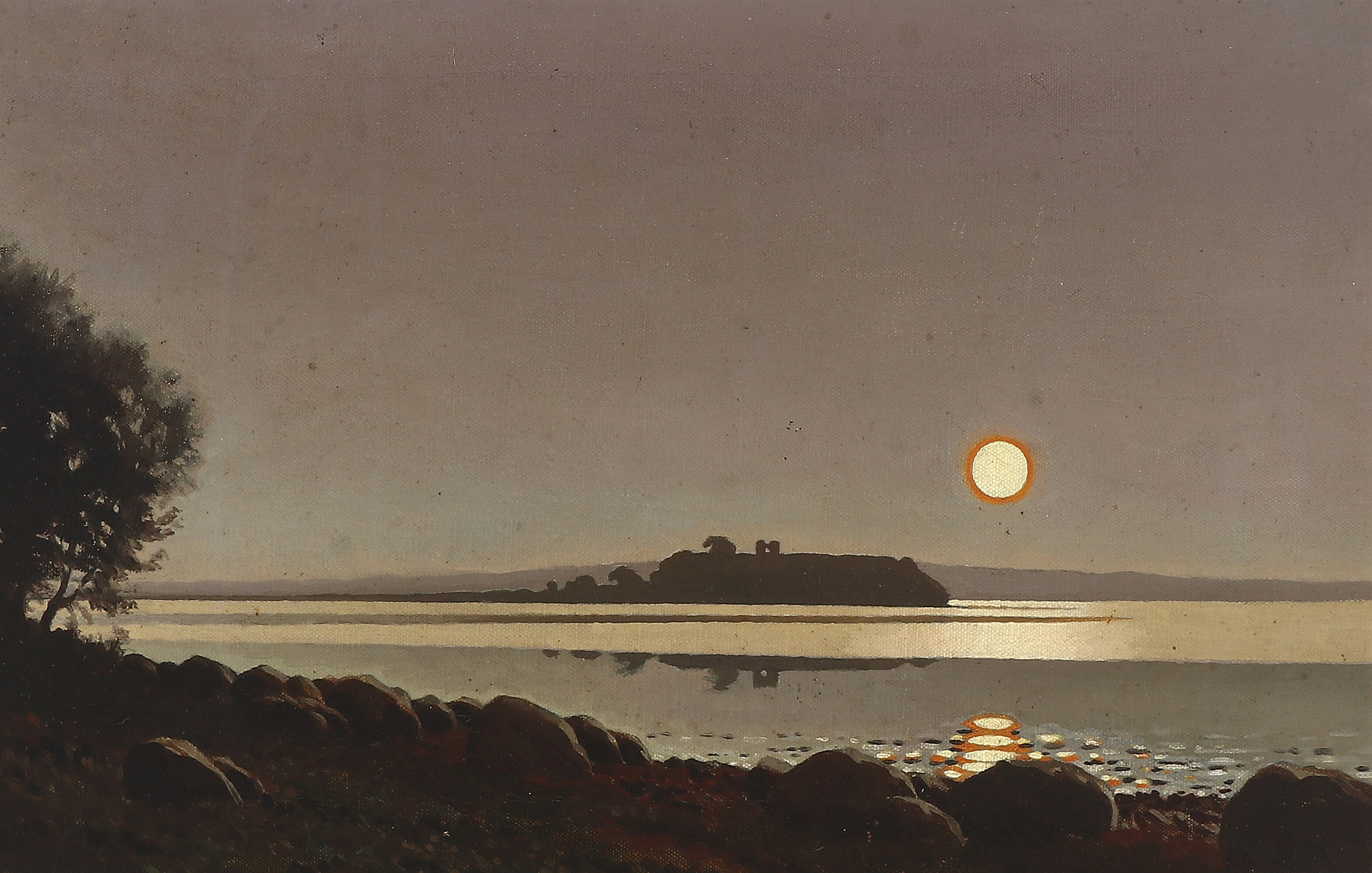
Mondschein bei Kalø, 1897

Danach lebte er wieder in Dänemark. Bekannt wurde er dort vor allem als Genremaler mit ausgeprägt anekdotischer Komposition sowie als Zeichner und Karikaturist für illustrierte Wochenschriften. In den 1890er Jahren trat er auch als Buchillustrator hervor. Von 1898 bis 1904 wirkte er in Helsinki und arbeitete für die Tilgmannske Reproduktionsanstalt.
Wiwel heiratete am 5. November 1884 in erster Ehe die Lehrerstochter Anna Henriette Jespersen (1862–1926), nach der Trennung in zweiter Ehe am 23. November 1888 die Försterstochter Christiane Johanne Cathrine Gibskov (9. Dezember 1862 – 15. Februar 1945). Das Paar bekam sieben Kinder. Der dänische Kunstsammler Wilhelm Hansen schrieb über es:

„Er und seine Frau machen trotz ihrer Armut einen so glücklichen Eindruck, wie ich es noch nie vorher gesehen habe. Sie sind zufrieden, wenn sie sich nur irgendwie durchschlagen können. Es tut gut, solche Menschen zu treffen, und ich freue mich über meine Bekanntschaft mit ihnen.“

## Literatur

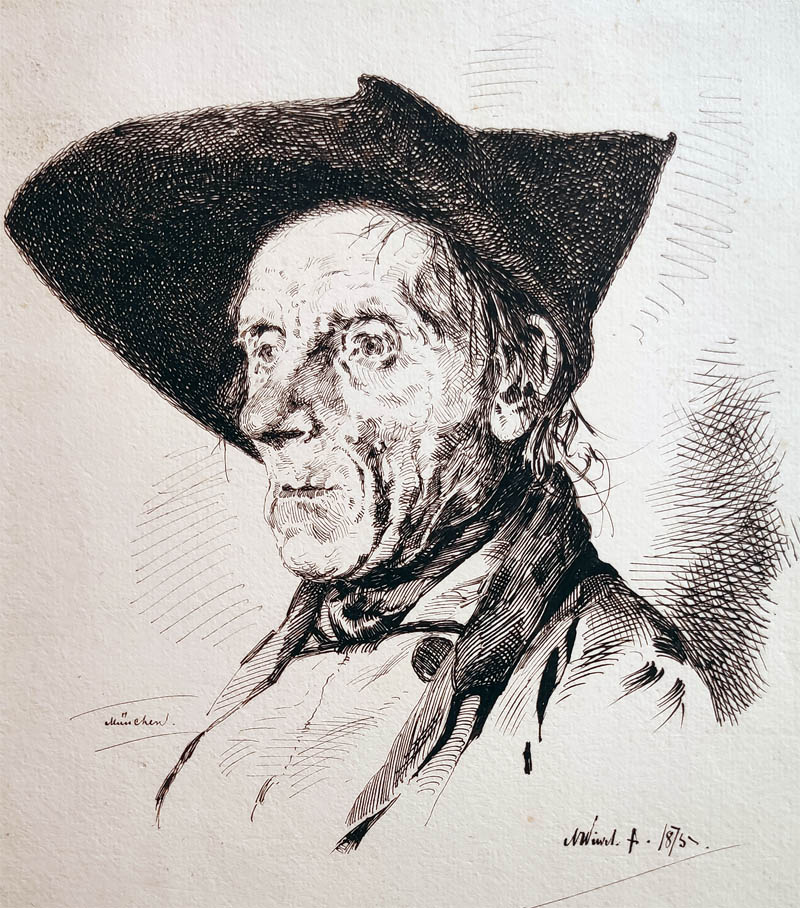
Älterer Herr mit Spitzhut, Federzeichnung